# Men's Rimouski Challenger 2008
Il Men's Rimouski Challenger 2008, noto come Challenger Banque Nationale per motivi di sponsorizzazione, è stato un torneo di tennis facente parte della categoria ATP Challenger Series nell'ambito dell'ATP Challenger Series 2008. È stata la terza edizione del torneo, si è giocato a Rimouski in Canada dal 3 al 9 novembre 2008 su campi in cemento indoor e aveva un montepremi di $35 000+H.

## Vincitori

### Singolare
Ryan Sweeting ha battuto in finale  Kristian Pless con il punteggio di 6–4, 7–6(3).

### Doppio
Vasek Pospisil /  Milos Raonic hanno battuto in finale  Kristian Pless /  Michael Ryderstedt con il punteggio di 5–7, 6–4, [10–6].